# Нове Життя (Смолевицький район)
Нове Життя (біл. вёска Новае Жыцце) — село в складі Смолевицького району Мінської області, Білорусь. Село підпорядковане Озерицько-Слобідській сільській раді, розташоване в центральній частині області.